# 심으뜸
심으뜸(1990년 5월 23일 ~ )은 대한민국의 모델이자 필라테스 강사, 유튜버이다.

## 학력
- 동성중학교 (졸업)
- 영덕고등학교 (졸업)
- 동덕여자대학교 체육학과

## 출연

### 예능
- 2016년 KBS2 《출발 드림팀 시즌 2》, 《머슬퀸 프로젝트》
- 2016년 tvN 《현장토크쇼 TAXI》
- 2016년 sky Drama 《THE 건강한 SHOW 'IN&OUT'》
- 2016년 KBS N SPORTS 《킹국진의 깨백리그》
- 2022년 tvN 《킥더 넘버》
- 2023년 넷플릭스 《피지컬: 100》
- 2023년 JTBC 《아는 형님》
- 2023년 SBS 《골 때리는 그녀들》 FC 스트리밍 파이터 선수

### 드라마
- 2016년 tvN 《안투라지》 특별 출연

### CF
- 2016년 11번가 a11여름
- 2023년 공익광고협의회 기후 변화 대응 공익광고

## 경력
- 2014년 WBC 피규어 1위 / 스포츠모델 1위 / 여자 전체 그랑프리
- 2014년 머슬마니아 피규어 2위
- 2015년 나바코리아 스포츠모델 S class 1위, 프로 1위, 그랑프리
- 2015년 나바코리아 애슬레틱 2class 2위
- 2015년 나바코리아 스포츠모델 프로 3위 / 미스비키니 1위
- 2016년 나바코리아 스포츠모델 그랑프리